# Liv Grete Skjelbreid
Pour les articles homonymes, voir Poirée.
Liv Grete Skjelbreid le 7 juillet 1974 à Fusa, est une biathlète norvégienne. Elle remporte trois médailles olympiques, huit titres de championne du monde. Elle est également détentrice d'un globe de cristal récompensant la première du classement de la Coupe du monde.

## Biographie
Sa sœur Ann-Elen Skjelbreid est également biathlète. Ensemble, elles remportent deux médailles olympiques, lors des relais des Jeux de 1998 et JO 2002.
Liv Grete Skjelbreid prend son premier départ en Coupe du monde en 1993 à Lillehammer. Cette participation isolée précède sa première saison complète en 1995-1996, où elle obtient directement son premier podium en relais à Lahti, où elle est sixième de l'individuel. Aux Championnats du monde 1997, elle gagne son premier titre sur la course par équipes avec Gunn Margit Andreassen, Annette Sikveland et sa sœur Ann-Elen. Juste avant les Jeux olympiques d'hiver de 1998, où elle remporte une médaille de bronze au relais, elle figure sur son premier podium individuel en Coupe du monde à l'individuel d'Antholz. 
En 1998-1999, elle fait partie des meilleures biathlètes, gagnant trois courses cet hiver dont deux à Oberhof. La saison suivante est à l'inverse de cette dernière car après des résultats en dehors des points en Coupe du monde, elle revient en forme pour devenir championne du monde du sprint et de la mass start à Oslo. Lors de la saison 2000-2001, elle est cette fois compétitive tout l'hiver, montant sur de multiples podiums, dont une victoire à Oslo. Elle décroche son troisième titre mondial sur la poursuite à Pokljuka, où elle monte sur le podium sur les trois autres courses individuelles également. Deuxième de la Coupe du monde cette année-là derrière Magdalena Forsberg, elle occupe cette place aussi en 2001-2002, où elle signe quatre victoires consécutives à Ruhpolding et Antholz, avant les Jeux olympiques de Salt Lake City, où elle est médaillée d'argent à l'individuel à 7 secondes d'Andrea Henkel et au relais, encore avec sa sœur Ann-Elen.
En 2000, elle épouse le biathlète français Raphaël Poirée. En 2004, ils réalisent l'exploit unique de remporter à eux deux sept des dix titres des Championnats du monde d'Oberhof (Allemagne), ce qui fait d'elle la première femme à gagner quatre titres au cours des mêmes mondiaux. Cet exploit est d'autant plus remarquable pour Liv Grete qu'elle vient de reprendre la compétition, ayant mis au monde l'année précédente une petite fille, Emma, née le 27 janvier 2003. Avec quatre autres victoires obtenues en amont des mondiaux, elle se retrouve première du classement général de la Coupe du monde à l'issue de la saison, ainsi que de trois classements de spécialité. 
En 2004-2005, elle connaît des performances moins élevées, remportant la mass-start d'Östersund et n'obtenant que deux autres résultats dans le top dix. Lors de sa dernière saison au niveau mondial en 2005-2006, elle remporte sa 22e victoire en Coupe du monde à la poursuite de Ruhpolding et prend part aux Jeux olympiques de Turin, où ses meilleurs résultats sont cinquième au relais et sixième à la poursuite. La raison principale de sa retraite sportive est qu'elle souhaite prendre soin de sa fille .
Elle a deux autres filles : Anna (née le 10 janvier 2007) et Lena (née le 10 octobre 2008). Elle se sépare de Raphaël Poirée en juillet 2013.
Depuis sa retraite sportive, elle s'occupe de ses trois filles et elle est également entraîneuse du Team Hordaland et consultante sur la chaîne norvégienne NRK.

## Palmarès

### Jeux olympiques
Liv Grete Poirée remporte trois médailles olympiques, deux avec le relais norvégien en 1998 et 2002, et sur l'individuel, toujours en 2002.
| Édition / Épreuve | Lieu           | Sprint | Poursuite                        | Individuel                         | Départ groupé                    | Relais                              |
| ----------------- | -------------- | ------ | -------------------------------- | ---------------------------------- | -------------------------------- | ----------------------------------- |
| JO 1998           | Nagano         | 23e    | Épreuve inexistante à cette date | 15e                                | Épreuve inexistante à cette date | Médaille de bronze, Jeux olympiques |
| JO 2002           | Salt Lake City | 4e     | 4e                               | Médaille d'argent, Jeux olympiques | Épreuve inexistante à cette date | Médaille d'argent, Jeux olympiques  |
| JO 2006           | Turin          | 12e    | 6e                               | 9e                                 | 18e                              | 5e                                  |

### Championnats du monde
Elle remporte huit titres mondiaux : six individuels avec deux sur le sprint, deux en poursuite, une sur l'Individuel et une sur le départ groupé. Elle remporte deux titres collectifs, un par équipe, compétition qui a ensuite disparu, et un en relais. Elle détient également trois médailles d'argent et deux médailles de bronze.
| Mondiaux \ Épreuve | Lieu           | Individuel               | Sprint                    | Poursuite                        | Mass start                       | Relais                   | Par équipes                      |
| ------------------ | -------------- | ------------------------ | ------------------------- | -------------------------------- | -------------------------------- | ------------------------ | -------------------------------- |
| 1996               | Ruhpolding     | 42e                      | 7e                        | Épreuve inexistante à cette date | Épreuve inexistante à cette date | 4e                       | 12e                              |
| 1997               | Brezno-Osrblie | 39e                      | 39e                       | 42e                              | Épreuve inexistante à cette date | Médaille d'argent, monde | Médaille d'or, monde             |
| 1998               | Pokljuka       | JO Nagano                | JO Nagano                 | 10e                              | Épreuve inexistante à cette date | JO Nagano                |                                  |
| 1998               | Hochfilzen     | JO Nagano                | JO Nagano                 |                                  | Épreuve inexistante à cette date | JO Nagano                | Médaille d'argent, monde         |
| 1999               | Kontiolahti    |                          | 11e                       | 10e                              |                                  | 4e                       | Épreuve inexistante à cette date |
| 1999               | Oslo           | 28e                      |                           |                                  | 14e                              |                          | Épreuve inexistante à cette date |
| 2000               | Oslo           | 32e                      | Médaille d'or, monde      | 7e                               | Médaille d'or, monde             | 5e                       | Épreuve inexistante à cette date |
| 2001               | Pokljuka       | Médaille d'argent, monde | Médaille de bronze, monde | Médaille d'or, monde             | Médaille de bronze, monde        | 4e                       | Épreuve inexistante à cette date |
| 2002               | Oslo           | JO Salt Lake City        | JO Salt Lake City         | JO Salt Lake City                | 15e                              | JO Salt Lake City        | Épreuve inexistante à cette date |
| 2004               | Oberhof        | 8e                       | Médaille d'or, monde      | Médaille d'or, monde             | Médaille d'or, monde             | Médaille d'or, monde     | Épreuve inexistante à cette date |
| 2005               | Hochfilzen     | -                        | 37e                       | DNS                              | -                                | -                        | Épreuve inexistante à cette date |

Légende :
-  : épreuve inexistante ou absente du programme

### Coupe du monde
En Coupe du monde, elle remporte le classement général de la Coupe du monde 2004. Elle termine également deux fois à la deuxième place. Elle remporte trois petits globes.
| Saison    | Individuel | Sprint | Poursuite                        | Départ groupé                    | Général |
| --------- | ---------- | ------ | -------------------------------- | -------------------------------- | ------- |
| 1995-1996 |            |        | Épreuve inexistante à cette date | Épreuve inexistante à cette date | 30e     |
| 1996-1997 | 34e        | 18e    | 24e                              | Épreuve inexistante à cette date | 22e     |
| 1997-1998 | 9e         | 13e    | 20e                              | Épreuve inexistante à cette date | 11e     |
| 1998-1999 | 16e        | 3e     | 7e                               | 22e                              | 5e      |
| 1999-2000 |            |        |                                  |                                  | 21e     |
| 2000-2001 | 3e         | 2e     | 2e                               | 2e                               | 2e      |
| 2001-2002 | 2e         | 2e     | 2e                               | 9e                               | 2e      |
|           |            |        |                                  |                                  |         |
| 2003-2004 | 4e         | 1re    | 1re                              | 1re                              | 1re     |
| 2004-2005 | 53e        | 22e    | 15e                              | 17e                              | 22e     |
| 2005-2006 | 21e        | 12e    | 9e                               | 11e                              | 12e     |

Elle compte 46 podiums de coupe du monde, dont 22 victoires, 15 deuxièmes places et 9 troisièmes places.

#### Détail des victoires
| Saison / Épreuve | Individuel | Sprint                                     | Poursuite                                     | Mass start                  | Total |
| ---------------- | ---------- | ------------------------------------------ | --------------------------------------------- | --------------------------- | ----- |
| 1998-1999        |            | Oberhof Val-Cartier                        | Oberhof                                       |                             | 3     |
| 1999-2000        |            | Holmenkollen (Ch. du monde)                |                                               | Holmenkollen (Ch. du monde) | 2     |
| 2000-2001        |            | Holmenkollen                               | Pokljuka (Ch. du monde)                       |                             | 2     |
| 2001-2002        | Antholz    | Oberhof Ruhpolding Östersund               | Ruhpolding Antholz                            |                             | 6     |
| 2003-2004        |            | Pokljuka Ruhpolding Oberhof (Ch. du monde) | Kontiolahti Ruhpolding Oberhof (Ch. du monde) | Oberhof (Ch. du monde)      | 7     |
| 2004-2005        |            |                                            |                                               | Östersund                   | 1     |
| 2005-2006        |            |                                            | Ruhpolding                                    |                             | 1     |
| Total            | 1          | 10                                         | 8                                             | 3                           | 22    |